# Četrta legislatura Italijanske republike
Četrta legislatura Italijanske republike je bilo obdobje rednega zasedanja parlamenta Italijanske republike med 16. majem 1963 in 4. junijem 1968. V tem času je parlament izvršil 844 zasedanj, parlamentarne komisije pa 3614 zasedanj, od katerih 1474 zakonodajnih. 
Arhiv zapisnikov in obnov zasedanj obsega 258.000 strani, ki so dostopne javnosti tudi v spletni obliki.

## Vlade
Četrta legislatura je bila med najdaljšimi v zgodovini republike, saj je trajala 1847 dni. V tem obdobju so si sledile sledeče vlade:
- Leone I. (21.6.1963 - 4.12.1963): predsednik Giovanni Leone; notranji minister Mariano Rumor; zunanji minister Attilio Piccioni;
- Moro I. (4.12.1963 – 22.7.1964): predsednik Aldo Moro, notranji minister Paolo Emilio Taviani; zunanji minister Giuseppe Saragat;
- Moro II. (22.7.1964 – 24.2.1966): predsednik A. Moro; notranji minister P.E. Taviani; zunanji minister G. Saragat, nato A. Moro, nato Amintore Fanfani, nato A. Moro.
- Moro III. (23.2.1966 – 24.6.1968): predsednik A. Moro; notranji minister P.E. Taviani; zunanji minister A. Fanfani.

## Predsednik poslanske zbornice
- Giovanni Leone, DC
  - 16 May 1963  – 21 June 1963
- Brunetto Bucciarelli-Ducci, DC
  - 26 June 1963  – 4 June 1968

## Predsednik senata
- Cesare Merzagora, DC
  - 16. maj 1963  – 7. november 1967
- Ennio Zelioli-Lanzini, DC
  - 8. november 1967  – 4. junij 1968